# Piranha (película de 1995)
Piranha (titulada Piranha o Piranha '95 en España) es una película estadounidense de humor negro lanzada en 1995. Fue dirigido por Scott P. Levy y producido por Roger Corman para el canal Showtime. La película es un remake de la película del mismo título de 1978, dirigida por Joe Dante, pero no pertenece a ninguna de las dos series de películas habidas hasta ahora sobre pirañas.

## Reparto
- William Katt ...  Paul Grogan
- Alexandra Paul ...  Maggie McNamara
- Monte Markham ...  J.R. Randolph
- Darleen Carr ...  Dr. Leticia Baines
- Mila Kunis ...  Susie Grogan
- Soleil Moon Frye ...  Laura
- Kehli O'Byrne ...  Gina Green
- James Karen ...  Governor
- Drancy Jackson ...  Jimmy
- Billie Worley ...  Whitney
- Shannon Farrara ...  Darlene
- Kaz Garas ...  Comisario
- Richard Israel ...  Dave
- Lorissa McComas ...  Barbara
- Leland Orser ...  Terry Wechsler